# Cmentarz Wielowyznaniowy w Sosnowcu

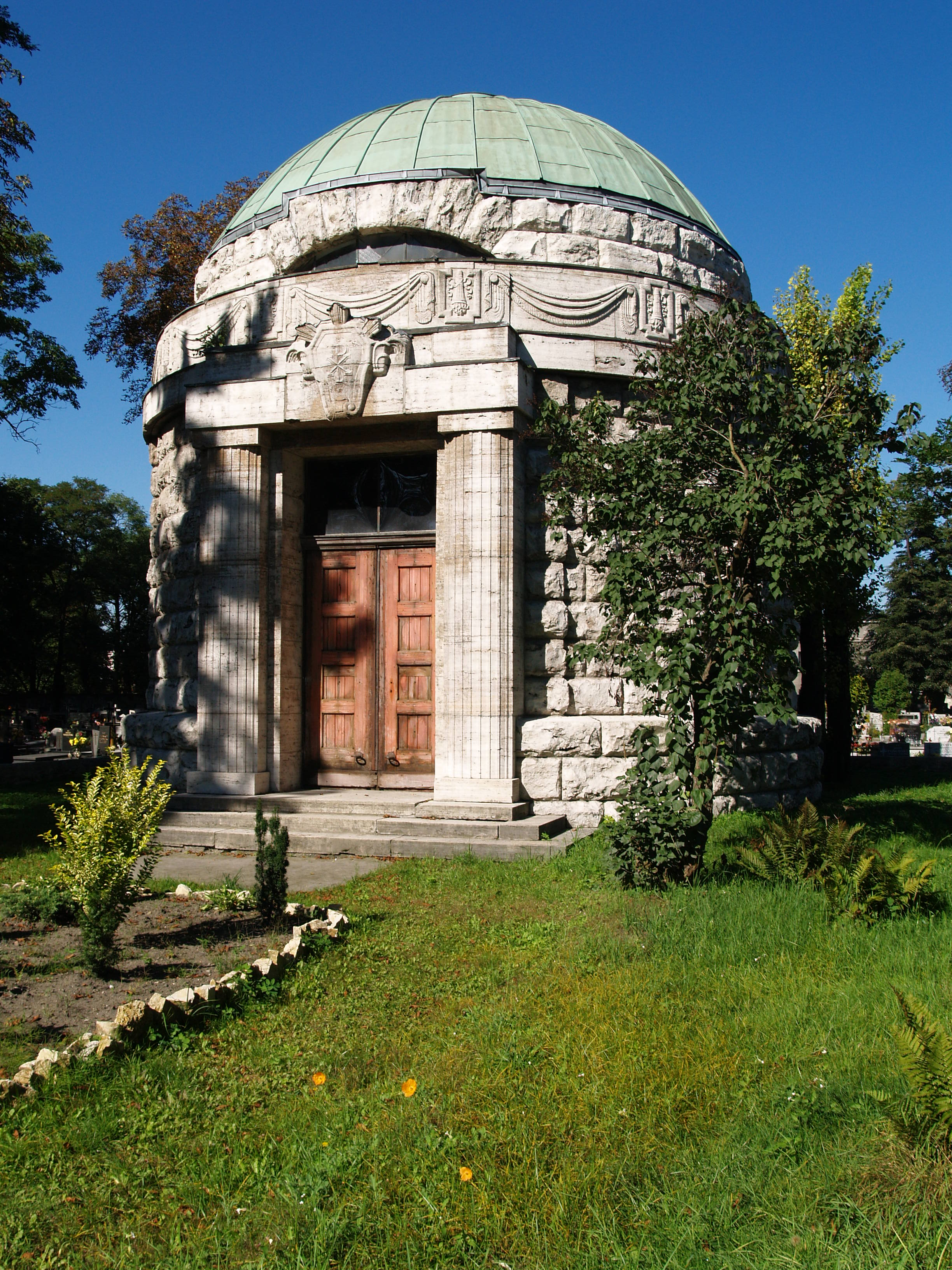
Mauzoleum rodziny Dietlów

Cmentarz Wielowyznaniowy w Sosnowcu – zespół cmentarzy w Sosnowcu przy ulicy Gospodarczej i Smutnej oraz alei  Józefa Mireckiego, w skład którego wchodzą:
- Cmentarz ewangelicki w Sosnowcu z kaplicą (Mauzoleum rodziny Dietlów) (ul. Smutna, al. J. Mireckiego)
- Cmentarz prawosławny w Sosnowcu (ul. Smutna, al. J. Mireckiego)
- Cmentarz rzymskokatolicki przy ul. Smutnej w Sosnowcu z kaplicą (ul. Smutna, al. J. Mireckiego, ul. Gospodarcza)
- Cmentarz żydowski w Sosnowcu Rudnej (ul. Gospodarcza)